# Arthur von Mützschefahl
Arthur Friedrich Ludwig Eberhard von Mützschefahl (* 7. März 1819 in Oels; † 30. Juni 1899 in Jugenheim) war ein preußischer Generalleutnant.

## Leben

### Herkunft
Arthur war das jüngste von zehn Kindern des Landschaftsdirektors und Landrats von Oels Friedrich von Mützschefahl (1770–1823) und dessen Ehefrau Dorothea, geborene von Rothkirch (1778–1853) aus dem Hause Wiese. Der spätere preußische Generalleutnant Maximilian von Mützschefahl (1844–1915) war sein Neffe.

### Militärkarriere
Mützschefahl besuchte das Gymnasium in Oels und erhielt Privatunterricht in Breslau. Am 11. März 1837 trat er als Dreijährig-Freiwilliger in das 10. Infanterie-Regiment der Preußischen Armee ein und avancierte bis Ende September 1838 zum Sekondeleutnant. Zur weiteren Ausbildung absolvierte er von Oktober 1843 bis Juli 1846 die Allgemeine Kriegsschule. Ende April 1847 wurde er als Erzieher zum Berliner Kadettenhaus kommandiert und unter Belassung in diesem Kommando Ende Mai 1849 in das 25. Infanterie-Regiment versetzt. Daran schloss sich von Oktober 1849 bis Mitte März 1851 eine Kommandierung als Erzieher zum Kadettenhaus in Wahlstatt an. Unter Beförderung zum Premierleutnant wurde Mützschefahl anschließend in das Kadettenkorps versetzt und mit Wirkung zum 1. April 1851 als Erzieher am Berliner Kadettenhaus kommandiert. Ab dem 14. März 1854 war er Abteilungsvorsteher beim Kadettenhaus in Wahlstatt, wurde zwei Monate später Hauptmann und kehrte am 11. August 1857 mit der Ernennung zum Kompaniechef im 30. Infanterie-Regiment wieder in den Truppendienst zurück. Mitte August 1859 erfolgte seine Kommandierung als Kompanieführer zum 30. Landwehr-Regiment, aus dem zum 1. Juli 1860 das 8. Rheinische Infanterie-Regiment Nr. 70 hervorging. Mützschefahl war zunächst Chef der 9. Kompanie in Trier, stieg Mitte November 1863 zum Major auf und wurde am 9. Januar 1864 zum Kommandeur des I. Bataillons in Saarlouis ernannt. In dieser Eigenschaft führte er sein Bataillon während des Deutschen Krieges 1866 im Mainfeldzug in den Gefechten bei Hammelburg, Hochhausen, Werbach, Helmstadt, Mädelhofen sowie der Beschießung von Würzburg. Für sein Wirken mit dem Roten Adlerorden IV. Klasse mit Schwertern ausgezeichnet, wurde Mützschefahl am 31. Dezember 1866 mit Patent vom 30. Oktober 1866 zum Oberstleutnant befördert.
Mit der Mobilmachung anlässlich des Krieges gegen Frankreich wurde Mützschefahl zum Kommandeur des 8. Ostpreußischen Infanterie-Regiments Nr. 45 ernannt und zwei Wochen später zum Oberst befördert. Er nahm an den Schlachten bei Colombey, Gravelotte und Noisseville sowie den Belagerungen von Metz und La Fère teil. Ausgezeichnet mit dem Eisernen Kreuz und dem Mecklenburgischen Militärverdienstkreuz II. Klasse wurde Mützschefahl nach dem Friedensschluss am 14. Februar 1874 unter Stellung à la suite seines Regiments als Kommandeur der 13. Infanterie-Brigade nach Magdeburg versetzt. In dieser Stellung stieg er am 2. Mai 1874 zum Generalmajor auf und erhielt am 13. September 1876 den Roten Adlerorden II. Klasse mit Eichenlaub und Schwertern am Ringe. Unter Verleihung des Charakters als Generalleutnant wurde Mützschefahl am 5. August 1879 mit Pension zur Disposition gestellt.
Nach seiner Verabschiedung würdigte ihn Kaiser Wilhelm I. am 18. November 1879 durch die Verleihung des Kronen-Ordens II. Klasse mit Stern. 1894 ist sein Wohnsitz in Münster und die Erwähnung im Millionärs-Adressbuch nachgewiesen.

### Familie
Mützschefahl verheiratete sich am 5. Februar 1872 in Saarbrücken mit Karoline von Ammon (1837–1902). Aus der Ehe gingen zwei früh verstorbene Söhne und die Tochter Emma (* 1881) hervor, die 1904 den Bankdirektor Friedrich von Ammon heiratete. Diese Ehe wurde 1921 geschieden.